# Cep (Repubblica Ceca)
Cep è un comune della Repubblica Ceca facente parte del distretto di Jindřichův Hradec, in Boemia Meridionale.